# Килеев, Илья Андреевич
Илья Андреевич Килеев — командир отделения взвода разведки роты управления 32-й танковой бригады (29-й танковый корпус, 5-я гвардейская танковая армия, 2-й Белорусский фронт), старшина.

## Биография
Илья Андреевич Килеев родился 24 ноября 1922 года в крестьянской семье в деревне Совьяки (ныне — Боровский район Калужской области). В 1938 году окончил профтехучилище, работал в Москве часовым мастером.
В ряды Красной армии призван Киевским РВК г. Москвы 17 октября 1941 года, с ноября 1941 года на фронтах Великой Отечественной войны.
В боях на реке Жиздра в июле—августе 1942 года неоднократно участвовал в разведке расположения противника, ходил в его тыл. Выявлял пути передвижения сил противника, пути подвоза боеприпасов и горючего. Приказом по 32-й танковой бригаде от 14 июля 1943 года он награждён орденом Красной Звезды.
12 февраля 1944 года во время Корсунь-Шевченковской операции в районе города Корсунь-Шевченковский в Черкасской области командир отделения сержант Килеев подавил пулемёт и захватил в плен унтер-офицера противника, давшего ценные сведения. Приказом по 29-му танковому корпусу от 28 мая 1944 года он был награждён орденом Славы 3-й степени.
Помощник командира взвода разведки старший сержант Килеев с отделением Во время Висло-Одерской операции 19 января 1945 в боях за город Дёйч-Эйлау (в настоящее время Илава) истребил около 23 солдат противника и 18 взял в плен. Получив задание командования связаться с отрезанной группой танков 25-й бригады, Килеев пересёк линии обороны противника и доставил танкистам приказ командования, а также доставил донесение от них. 27 января 1945 в оборонительном бою юго-восточнее города Эльбинг (в настоящее время Эльблонг в Варминьско-Мазурском воеводстве) выявил расположение огневых средств противника. Приказом по 5-й гвардейской танковой армии от 28 февраля 1945 он был награждён орденом Славы 2-й степени.
В январе 1945 старшина К. с группой разведчиков возле города Млава (Мазовецкое воеводство) проник в тыл врага, захватил мост через реку Млава и удерживал его до подхода основных сил. В дальнейшем вывел танки в тыл противника, уничтожил с бойцами около 20 солдат противника, пленил 13 солдат и 3 офицеров. Указом Президиума Верховного Совета СССР от 15 мая 1946 года он был награждён орденом Славы 1-й степени.
В мае 1945 года старшина Килеев демобилизовался. Жил в городе Оха Сахалинской области, работал инженером по исследованию скважин в проектном институте.
Скончался Илья Андреевич Килеев 14 марта 1981 года.

## Память
Похоронен в городе Оха.